# Olivia Barash
Olivia Barash (née le 11 janvier 1965 à Miami en Floride aux États-Unis) est une actrice américaine. 

## Biographie
Olivia Barash apparait dans bon nombre de films comme dans La Mort en prime (titre original : Repo Man) dans le rôle de Leila. Elle apparaît aussi dans des séries comme Fame, Soap et La Petite Maison dans la prairie, où elle incarne le rôle de Sylvia Webb dans l'épisode tragique éponyme Sylvia. Olivia Barash est aussi la première à rencontrer la créature après la première transformation du Dr David Banner dans le téléfilm pilote de la série L'Incroyable Hulk (1977).

## Filmographie

### Cinéma
- 1978 : American Hot Wax : Susie
- 1984 : Repo Man : Leila
- 1985 : Tuff Turf : Ronnie
- 1988 : Patty Hearst : Fahizah
- 1989 : Ma prof est une extraterrestre (Dr. Alien) : Leeanne
- 1989 : Grave Secrets : Darla
- 1994 : Floundering : Ruthie
- 2001 : Perfect Fit : Janet
- 2009 : Repo Chick : Une employée du chemin de fer
- 2013 : Blue Dream : Rachel Purviance

### Télévision
- 1968 : The Secret Storm (Série TV) : Lupita
- 1970 : A World Apart (Série TV) : Louise
- 1977 : Code R (Série TV) : Jan
- 1977 : Soap (Série TV) : Molly
- 1977 : L'Incroyable Hulk (The Incredible Hulk) (Série TV) : La fillette du lac
- 1978 : In the Beginning (Série TV) : Willie
- 1978 : ABC Afterschool Specials (Série TV) : Eugenie Legrand
- 1978 : Disney Parade (Série TV) : Inez Dumaine
- 1978 : Drôle de dames (Charlie's Angels) (Série TV) : Sam
- 1979 : Alice (Série TV) : Melissa Lloyd
- 1979 : The Triangle Factory Fire Scandal (Téléfilm) : Ruthie
- 1979 : Out of the Blue (Série TV) : Laura Richards
- 1981 : La petite maison dans la prairie (The Little House on the Prairie) (Série TV) : Sylvia Webb
- 1981 : Through the Magic Pyramid (Téléfilm) : Baket
- 1983 : Au fil des jours (One Day at a Time) (Série TV) : Olivia Birvey
- 1984 : Tribunal de nuit (Night Court) (Série TV) : Mary Elaine Montgomery
- 1984 : Spencer (Série TV) : Marsha
- 1987 : Fame (Série TV) : Maxie
- 1987 : Ohara (Série TV) : Rita Riley
- 1988 : Hôpital St. Elsewhere (Série TV) : Annette
- 1989 : 21 Jump Street (Série TV) : Becky